# Kostel Nejsvětější Trojice (Opava)
Kostel Nejsvětější Trojice v Opavě je jednolodní kostel s pětibokým presbytářem. Je chráněn jako kulturní památka České republiky.

## Historie
V roce 1463 založilo město Opava reprezentované městskou radou nový filiální kostel Nejsvětější Trojice. Kostel byl založen na místě obecních pastvin poblíž mlýnského náhonu podél Hlubčické cesty. Spolu s kostelem byl vytyčen i areál hřbitova a byl obehnán dřevěným plotem. Uprostřed hřbitova byl vystavěn zděný jednolodní kostel s pětiboce uzavřeným presbytářem.